# Le Songe du verger

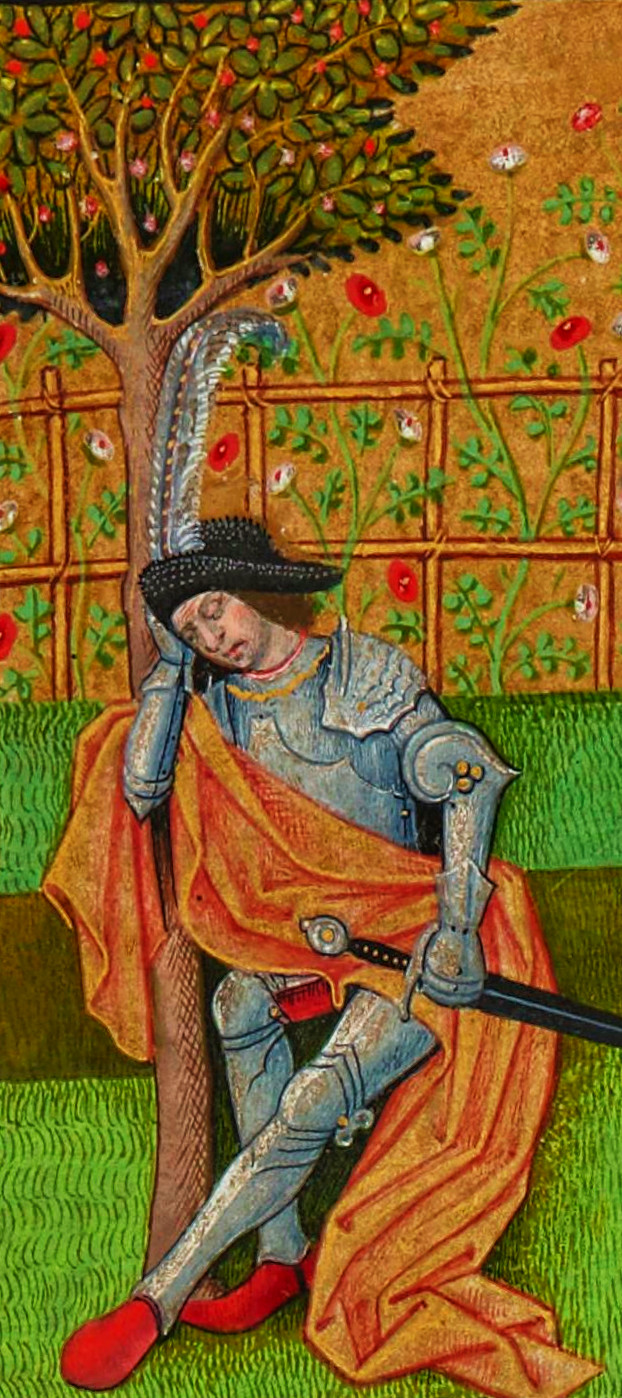
Détail d'une enluminure médiévale de Robinet Testard illustrant le « Songe du Vergier » (voir l’image entière), bibliothèque nationale de France (MS FR. 537 f°4).

Le Songe du Verger (ou Songe du Vergier; en latin Somnium Viridarii) est un texte français fondamental de doctrine sur le droit public du Bas Moyen Âge, en particulier sur les rapports entre pouvoir civil et ecclésiastique. 
Édité à la fois en latin et en moyen français comme un dialogue entre un clerc et un chevalier, dédié au roi Charles V, il s'agit d'un ouvrage de droit public écrit entre 1376 et 1378. Son auteur, qui manifeste d'un certain esprit satirique, et dont on est sûr qu'il était membre du Conseil du roi, est resté longtemps incertain, une douzaine de noms ont été proposés, comme Philippe de Mézières, Charles de Louviers dont le nom est indiqué comme auteur sur le Manuscrit de Sens, ou encore Évrart de Trémaugon.

## Contenu
Pour expliquer ce nom on avance souvent l'hypothèse qu'il renvoie aux conditions dans lesquelles cette œuvre a été inspirée : l'auteur, endormi dans un verger, aurait vu dans un rêve le roi accompagné du pape, puis un clerc et un chevalier choisis comme avocats par les deux hommes pour débattre amicalement de points litigieux. Finalement, c'est plutôt le chevalier qui l'emporte. 
Plus largement, cette œuvre est un véritable traité politique, pionnier dans l'élaboration de la science politique. Elle porte sur la fiscalité royale, les relations entre souveraineté et droit et tend à définir précisément le pouvoir législatif. L'auteur s'inspire d'un Somnium de 1372 composé par le juriste bolonais Jean de Legnano.

## Éditions
- Le plus ancien manuscrit conservé se trouve à la British Library. C'est le manuscrit enluminé Royal 19 C IV qui a appartenu au roi Charles V en 1378 comme l'indiquait une inscription effacée à la fin du livre : « Cest livre nomme le Songe du Vergier est a nous Charles Ve de ce nom roy de France et le fimes compiler translater et escrire lan MIL CCC LXXVIII ». Le livre était mentionné dans l'inventaire de 1411 de la bibliothèque du roi qui signale la signature du roi aujourd'hui disparue. Le livre est passé en Angleterre où il a été la propriété de Humfrey, duc de Gloucester[1].

- Il existe aussi le manuscrit du roi n°7068 contenant le texte français et remontant à l'année 1452, avec une reliure aux armes de France au lambel à trois pendants, qui sont les armes de Jean, duc d'Orléans.

- Une édition imprimée en moyen français à Paris vers 1499, intitulée « Le ſonge du vergier lequel parle de la diſputacion du clerc et du chevalier » (lire en ligne sur Gallica).

- Le livre a été imprimé en latin à Paris en 1516, par arrêt du Parlement du 27 mai, écrit en 1607 Leschassier qui lui donne pour auteur Charles de Louviers.

- Évrart de Trémaugon, Le Songe du Vergier édité d'après le manuscrit Royal 19 C IV de la Brish Library par Marion Schnerb-Lièvre, CNRS éditions, Paris, 1982,  (ISBN 978-2-222-02991-5), 2 vol. compte rendu par Léopold Genicot, dans Revue belge de Philologie et d'Histoire, 1986, tome 64, fascicule 4, p. 836-837

## Auteur
Le Songe du Vergier est une œuvre anonyme, son auteur était membre du Conseil du roi, il manifeste d'un certain esprit satirique à l'égard des clercs, et dans le dialogie entre un clerc et un chevalier, il fait triompher la cause du chevalier, ce qui donne à penser qu'il était plutôt un laïc. 
Il a fait longtemps l'objet de conjectures, une douzaine de noms ont été proposés : Philotée Achillini, Jean de Vertus, Alain Chartier, Jean Desmarets, Guillaume ou Jean de Dormans, Nicolas Oresme, Charles de Louviers, Jean de Lignano, Raoul de Presles, Philippe de Mézières, Jean Lefèvre, Charles des Louviers, Évrart de Trémaugon.

### Charles de Louviers
Il était conseiller au Parlement et au Conseil du roi, on ne sait rien d'autre sur lui, mais sa famille est bien attestée à Paris à cette époque. Selon L'histoire de la vile de Paris publiée en 1725 par Félibien et Lobineau, en 1435, « le nom des bourgeois qui entreprirent, au péril de leur vie, de remettre la ville sous l'obéissance de son légitime souverain, méritent de passer à la postérité, ce furent ... Nicolas de Louviers. En 1458, un Charles de Louviers, échanson du roi, rompit tant de lances et se comporta si vaillamment en cette journée qu'on lui adjugea le prix. » En 1468, Nicolas de Louviers, seigneur de Cannes, conseiller du roi et maître des comptes, est élu prévôt des marchands.
Plusieurs témoignages ont été retrouvés depuis comme: sur une pièce imprimée d'un procès en appel de Jacques Lecabassier, contre la condamnation de son livre L'ancienne et canonique liberté de l'église gallicane, à la demande d'Antoine Rose, évêque de Senlis, datée 17 octobre 1607 :  « Naguère, on a touché au Songe du Verger fait par Charles de Louviers, conseiller en la cour qui « le dédia au roi Charles V, ores que ce livre ait été imprimé en latin à Paris par arrêt du parlement du 27 mai, en l'an 1416. ». Jacques Leschassier en 1607 « ». Jean Savaron, dans deux ouvrages dont Traité que les lettres sont l'ornement des rois et de l'État, publié en 1611, désigne Charles des Louviers comme auteur, et dans deux notes indique que ce renseignement est tiré de la bibliothèque de l'église de Sens. Les frères de Sainte-Marthe, dans Histoire générale de la Maison de France, tome II, page 485 : Charles V « revengea courageusement les droits et privilèges de l'Eglise gallicane et donna à Charles de Louviers auteur du livre intitulé le Songe du Verger qui traite de la puissance ecclésiastique et royale l'office d'intendant et conseiller d'État. ». Maizerai dans ses Mémoires historiques, « Le Songe du verger fait par Charles de Louviers qui le dédia au roi  V », Gabriel Naudé. Brunet, dans son Manuel des libraires, quatrième édition de 1820, tome III, page 356, écrit : « Cet ouvrage a été attribué à Philippe de Maizière, Raoul de Prestes et Jacques Charles de Louviers ». L'attribution a ensuite été critiquée par Paulin Paris qui lui préfère Philippe de Maizières.

### Évrard de Trémaugon
Évrart de Trémaugon